# سعد كموني
سعد كموني (1957م) هو كاتب وشاعر وباحث وأكاديمي لبناني. متخصص في الدراسات الفكرية العربية والإسلامية.

## سيرة
ولد سعد حسن كموني في بلدة جب جنين (البقاع الغربي) لبنان. درّس في المرحلة الابتدائية في مدارس جمعية المقاصد الخيرية الإسلامية في القرى لمدة 16 عامًا، كما درّس في المرحلة الثانوية في مركز عمر المختار التربوي، منذ سنة 1996.
حاز درجة الدكتوراه من جامعة الجنان في طرابلس في العام 2004 م عن أطروحته: «ملامح العقل العربي في النص القرآني الكريم»، وحاز درجة الأستاذية في اللغة العربية وآدابها من الجامعة اللبنانية.
تفرغ للتعليم العالي في الجامعة اللبنانية، فحاضر في كلية الآداب والعلوم الإنسانية (الفرع الرابع) لحين تقاعده، كما حاضر في المعهد الجامعي الأمريكي C&E في بعلبك، وفي الجامعة اللبنانيّة الدولية – فرع البقاع.
كرمته عدة جهات أكاديمية وثقافية، كما عقدت حول مؤلفاته عدة ندوات.

## نشاطه الثقافي والفكري
عمل كموني إضافة إلى كتابة الشعر والعمل الأكاديمي، في الصحافة، ونشر عدة مقالات وأبحاث في مجلة الناقد، ومجلة المنابر. كما شغل منصب مدير تحرير في مجلة المنابر البيروتية لمدة أربع سنوات منذ سنة 1992. منشغل كموني بالعمل النهضوي العربي، وسبب فشل هذا المشروع، وفشل الأحزاب التي حملت لواء القومية العربية، فيسعى إلى «تقديم أفكار ربما تعيد الحيوية للعروبة كمشروع جامع لا غنى عنه من أجل النهضة». ويقول في كتابه «ما ملكت أيمانكم؛ دراسة في تهافت التبعية والذكورية»:
"ما زلت أعتقدُ أنّ الأسبابَ الكامنة وراء تعثرنا الحضاري، هي في نقص الجرأة على إعادة النظر في المنجز الثقافي الموروث، بوصفه منجزًا مقدّسًا، مع أنّ الذين أنجزوه بشرٌ مثلنا يصيبون ويخطئون مثلنا! وما زلت أعتقد أنّ أولى القضايا التي تحتاج إعادة النظر، هي قضيّة الحريّة عمومًا، وحريّة المرأةِ خصوصًا. وما زلت أعتقد أن الموقف السلبي من القرآن ممكن، ولكنه لن يجدي أبدًا، فإدارة الظهر لإيمان الناس ومعتقداتهم، والادّعاء بأنّ ذلك عملٌ نهضوي، لا يمكنه زحزحة تخلفنا الراسخ في أذهاننا قيد شعرة. وإنّ إدارة الوجه إلى الإيمان والمعتقدات كما هي ليست عملًا نهضويًا، ولا ينبغي لها أن تكون نهضوية. إذًا، المطلوب أن نعيدَ قراءة النص المؤسِّس، بهدف جلاء مواقفه، وفق منهجيّةٍ علميّةٍ حديثة، وضرورة عدم الادّعاء بنهائيّة الفهم. أن تكون العبوديّةُ جزءًا من النظام الاجتماعي زمن التنزّل القرآني شيء، وأن يكون كتاب الله داعيًا إليها شيءٌ آخر. ومعلومٌ أنه قد “أخذت شرائع الجاهليين بمبدأ أنَّ الإنسان: إمّا حرٌ وإمّا عبد” ، كما سائر الأمم والشعوب. والمحرجُ في الأمر أنّ الفُهومَ التي ورثناها قدّمت لنا القرآنَ الكريمَ لا يحرِّم الاستعبادَ، ولا السَّبْيَ في الحروب. أقول الفُهوم ولا أقول القرآن الكريم. وبلا شك، إنّ أكثر المتضررين من هذه الفهوم هم النساء عمومًا، والسبايا خصوصًا، وبالتالي المجتمع وكل إمكاناته الحضاريّة الكامنة، أو المتحفّزة".

## مؤلفاته
لكموني العديد من الأبحاث والدراسات والمقالات والمؤلفات، منها:

### شعر
- قراءات في الجفر، دار الحداثة، بيروت 1983[20][21]

- النوم رماد اليقظة، دار الحداثة، بيروت 1987[22][23]
- شجر الخيبة، دار العلم للملايين، بيروت 1996[24]

### رواية
- شجرة في الرأس، دار الحداثة، بيروت 1999[25]

### نقد
- الطلل في النص العربي، 2000[26]
- العقل العربي في القرآن، 2005[27]
- الخطاب القرآني، المركز الثقافي العربي، بيروت 2008[28]
- إغواء التأويل 2011[29]
- العلمنة والأسلمة - نعم … ولكن، المركز الثقافي العربي، بيروت 2014[30]
- آيات الجهاديين - قراءة أخرى، المركز الثقافي العربي، بيروت 2017[31][32]
- ما ملكت أيمانكم؛ دراسة في تهافت التبعية والذكورية، المركز الثقافي للكتاب، 2020[33]

## روابط خارجية
- المفكر اللبناني سعد كموني صاحب كتاب ‘الخطاب القرآني’: القرآن لم يتنزّل لقوم مؤمنين بل لقومٍ يعقلون!